# Schwarze Tollkirsche
Die Schwarze Tollkirsche (Atropa belladonna) oder kurz Tollkirsche, auch Waldnachtschatten genannt, ist eine giftige Pflanzenart mit meist schwarzen, kirschfruchtähnlichen Beerenfrüchten aus der Familie der Nachtschattengewächse (Solanaceae). Der Gattungsname Atropa entspringt der griechischen Mythologie. Die griechische Göttin Atropos gehört zu den drei Schicksalsgöttinnen und ist diejenige, die den Lebensfaden durchschneidet. Die Herkunft des Artepithetons belladonna ist nicht ganz geklärt. Oft wird es mit dem italienischen Ausdruck belladonna für „Schöne Frau“ assoziiert, da der Saft eine pupillenvergrößernde Wirkung besitzt und früher zu Schönheitszwecken von Frauen eingesetzt worden ist. Die Schwarze Tollkirsche gilt als alte Zauberpflanze mit der Fähigkeit, Erregungszustände (vgl. „Tollwut“) auszulösen und ist seit dem Mittelalter als Heilpflanze bekannt.

## Beschreibung

### Allgemeine Merkmale und Habitus

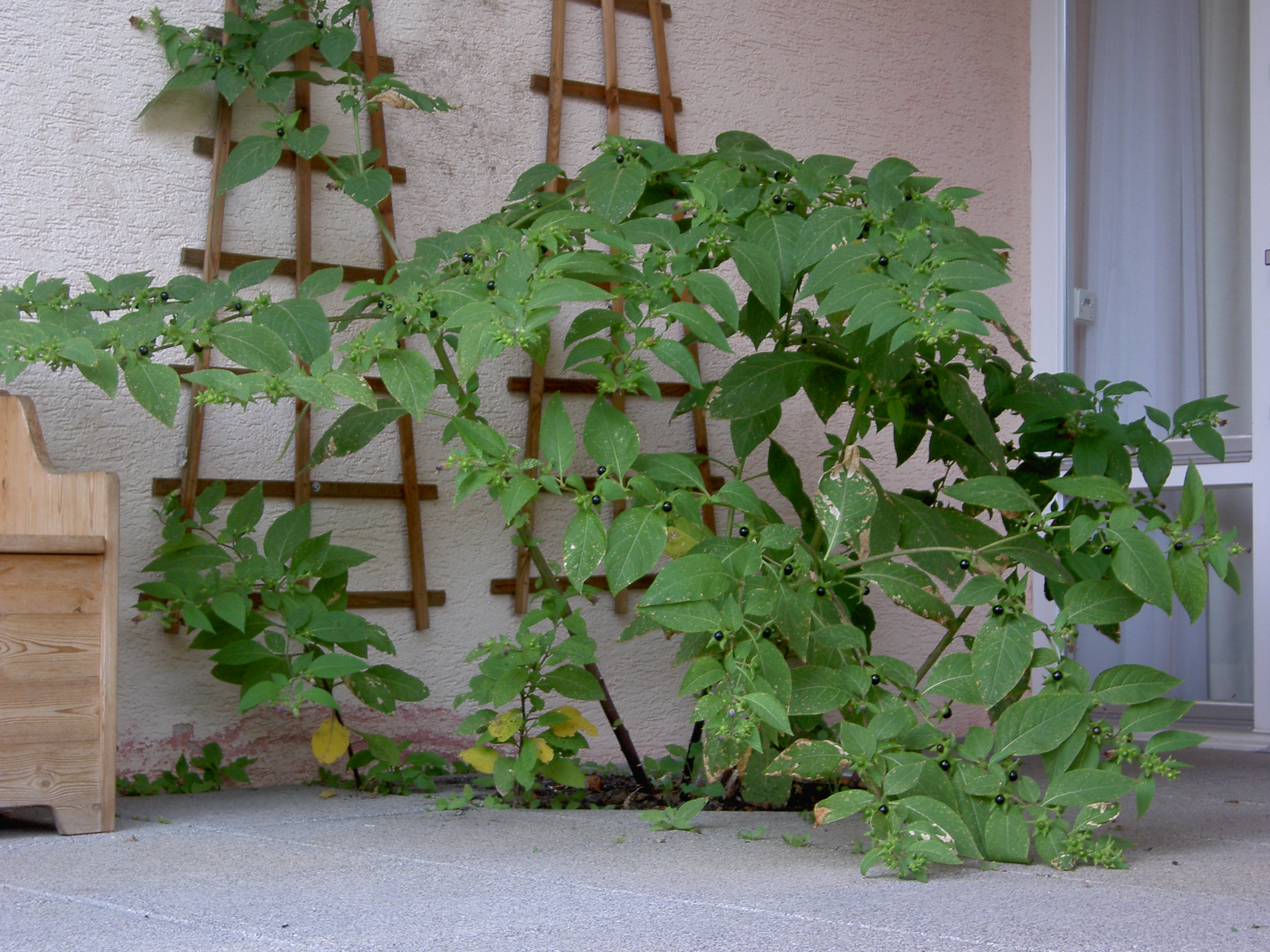
Habitus der Tollkirsche (Atropa belladonna) mit Beeren und Blüten im Juli.

Bei der Schwarzen Tollkirsche handelt es sich um eine sommergrüne, ausdauernde, krautige Pflanze, die gewöhnlich Wuchshöhen zwischen 50 cm und 1,50 m erreicht. Sind die Standortbedingungen günstig, können auch 2 Meter hohe Exemplare beobachtet werden. Als Speicherorgan dient eine rübenförmige, verdickte Hauptwurzel, einschließlich des verdickten Hypokotyls und Epikotyls. Die braune, oft mehrfach verästelte Pfahlwurzel besitzt saftige Konsistenz und reicht etwa 1 Meter weit ins Erdreich. Sie weist einen unangenehmen Geruch auf. Die Erneuerungsknospen liegen – wie für eine Pleiokormstaude typisch – im Umkreis des Wurzelhalses. Eine sprossbürtige Bewurzelung ist möglich, selbständige Teilpflanzen entstehen jedoch meist nicht. Bei kräftigen Pflanzen werden Stolonen gebildet. Bei Absterben der Mutterpflanze können sich hierüber gelegentlich selbständige Pflanzen entwickeln. Insgesamt kommt die vegetative Vermehrung im Vergleich zur Reproduktion über Samen selten vor.
Die reich verzweigte Pflanze zeigt ein kräftiges Erscheinungsbild. Die stumpfkantige, oft etwas rötlich angelaufene und leicht gerillte Sprossachse wächst aufrecht und weist eine feine Behaarung auf. Der ästige Habitus ist auf die Art der Verzweigung zurückzuführen. Bei ungefähr einem Meter Höhe werden erstmals Zweige gebildet. Die Sprossachse spaltet sich hier gewöhnlich in drei waagrecht abstehende Äste, die sich wiederum zweigabelig teilen. Der Sprossaufbau ist durch charakteristische Verwachsungen und Verschiebungen der Achsen und Blätter gekennzeichnet und wirkt dadurch verwickelt. Dies hängt mit dem Aufbau der blütentragenden Sprosse zusammen. Der mit einer Blüte abschließende Spross besitzt direkt unter der Blüte ein Vorblatt. Das größere Tragblatt des Blütensprosses wird an dem Seitenspross, der mit der nächsten Blüte abschließt soweit hinaufgeschoben, dass es sich direkt unter dem Vorblatt dieser Blüte befindet. Diese Verschiebungen wiederholen sich stets, so dass unter jeder Blüte jeweils deren kleineres Vorblatt und das größere Tragblatt des vorherigen Blütensprosses stehen.
Die Äste sind mit kurzen, weich abstehenden, drüsigen Haaren besetzt. Die Leitbündel sind bikollateral, was bedeutet, dass sich das Phloem an der Außen- und Innenseite des Xylems befindet. Die Blüte und Fruchtreifezeit überschneiden sich zeitlich. So können an einer Pflanze – typisches Merkmal vieler beerentragender Arten der Familie der Nachtschattengewächse – mehrere Entwicklungsstufen zugleich beobachtet werden. Die Schwarze Tollkirsche trägt im Sommer grüne Blütenknospen, bräunlich-violette Blüten, grüne unreife Beeren und schwarze reife Beeren nebeneinander.

### Blätter

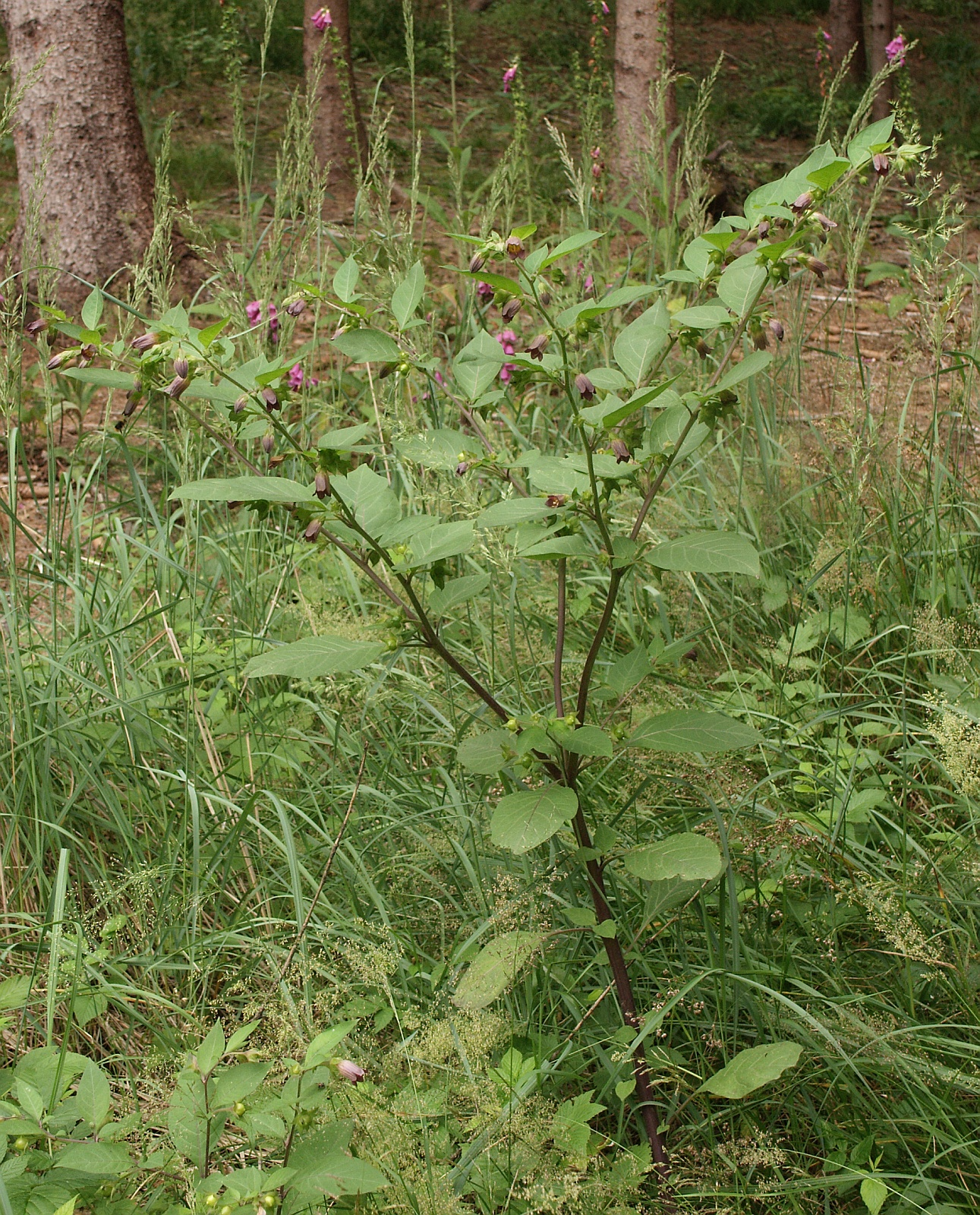
Blühende Pflanze

Die kurz gestielten Laubblätter können eine Länge von bis zu 15 cm und eine Breite bis etwa 8 cm entwickeln. Die Spreite ist oval bis elliptisch geformt und läuft lanzettlich zugespitzt aus. Der Blattrand ist meist ganzrandig. Die Blattoberseite besitzt eine grün-bräunliche Färbung mit eingesenkter, gefiederter Aderung; die Blattunterseite ist grün-gräulich gefärbt. Die Blattadern treten hier stärker hervor. Jüngere Blätter bilden eine reichliche Behaarung aus, ältere Blättern weisen meist nur auf der Aderung der Blattunterseite eine flaumige schwache Behaarung auf. Diese setzt sich aus mehrzelligen Gliederhaaren und langgestielten Drüsenhaaren mit vielzelligen gekrümmten Köpfen zusammen. Die Zellen sind zweireihig angeordnet. Die Epidermiszellen der Blattoberseite sind schwach, auf der Blattunterseite stark wellig-buchtig ausgeprägt. Die Spaltöffnungen liegen in der anisozytischen Form vor (drei Nebenzellen, davon eine deutlich kleinere).
Obwohl die Blätter im oberen Sprossabschnitt einander paarweise genähert stehen, sind sie aufgrund der Blattverschiebungen nicht gegenständig, sondern wechselständig angeordnet.
Als charakteristisch für die Tollkirsche kann die paarweise Näherung der Blätter im Bereich des Blütenstandes bezeichnet werden. Grundsätzlich steht hier ein kleineres Blatt mit einem größeren zusammen.

### Blüten

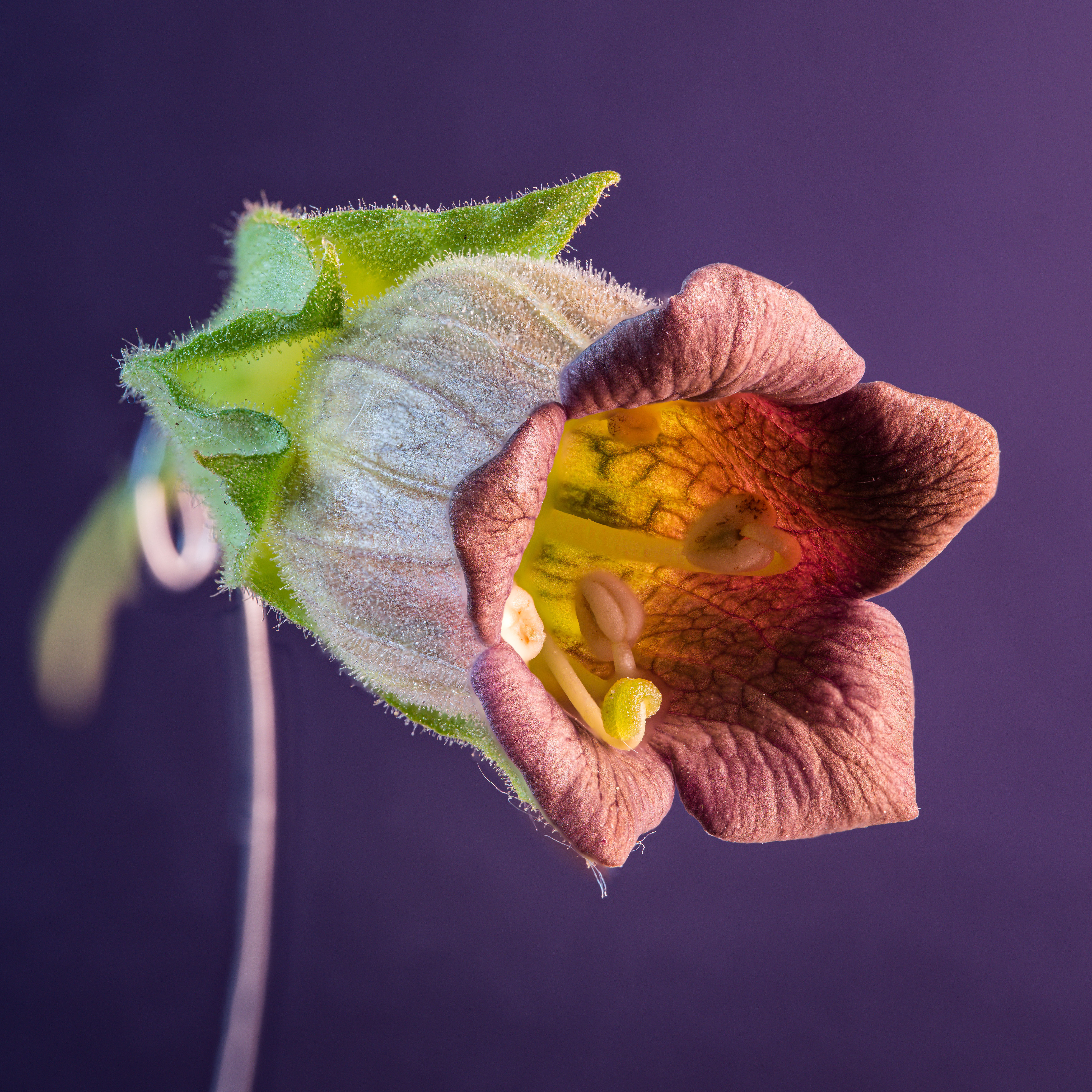
Blüte der Tollkirsche (Atropa belladonna)

Die zwittrigen Blüten der Schwarzen Tollkirsche entspringen einzeln, seltener zu zweit oder in dreiblütigen Wickeln scheinbar den oberen Blattachseln der Laubblätter. Die Blüten sind waagrecht orientiert, ihre Länge beträgt etwa drei Zentimeter. Die Schwarze Tollkirsche besitzt ein doppeltes Perianth. Der bleibende, während der Blüte glockige Kelch ist flaumig behaart. Er ist bis zu zwei Drittel seiner Länge eingeschnitten. Die fünf Kelchlappen besitzen eine ovale, nach oben spitz zulaufende Form. Die glockig-röhrenförmige, mit feinen Haaren besetzte Krone ist an der Außenseite braun-violett gefärbt, die Innenseite weist eine gelbgrüne Färbung mit purpurroter Äderung auf. Daneben existieren in Mitteleuropa seltene Vorkommen mit grünlichgelben bis blassgelben Blüten, was auf dem Fehlen des Blütenfarbstoffs (Anthocyan) beruht. Die Blüte besitzt einen fünfzipfeligen Saum, der nach außen leicht zurückgerollt ist. Die Saumzipfel weisen eine oval-rundliche Form auf. Die oben bogig voneinander abstehenden fünf Staubblätter sind an der Basis mit der Krone verwachsen. Die Länge der ahlenförmigen, gekrümmten Staubfäden entspricht etwa der Länge der Krone. Im oberen Bereich sind sie kahl, im unteren zeigen sie eine Behaarung. Die aufsteigenden, gelblichen, dicken Staubbeutel sind am Rücken angeheftet. Sie öffnen sich der Länge nach und setzen weiße Pollenkörner frei. Der schräg-zygomorphe, oberständige Fruchtknoten ist verwachsenblättrig (coenokarp). Er ist oval geformt und besteht aus zwei miteinander verwachsenen Fruchtblättern, die zwei Fruchtfächer bilden. Die Scheidewand zwischen den Fächern entspricht der Achse des Fruchtknotens und steht schräg zur Mediane der Blüte. In den Fächern sind an einer dicken Plazenta zahlreiche anatrope Samenanlagen angeordnet. Der fadenförmige, oben grünlich- und unten violettfarbene Griffel ist nach unten geneigt und überragt die Antheren. Er ist von einer kopfigen, abgeflachten und leicht geteilten sowie grünlicher Narbe gekrönt. Die Schwarze Tollkirsche bietet Nektar an. Ein Nektardiskus, ein fleischiges gelbes Polster, liegt unterhalb des Fruchtknotens. Lange, der Filamentbasis entspringende Haare schützen vor Nektarraub.
Die Blütezeit erstreckt sich von Juni bis August.

### Frucht und Samen

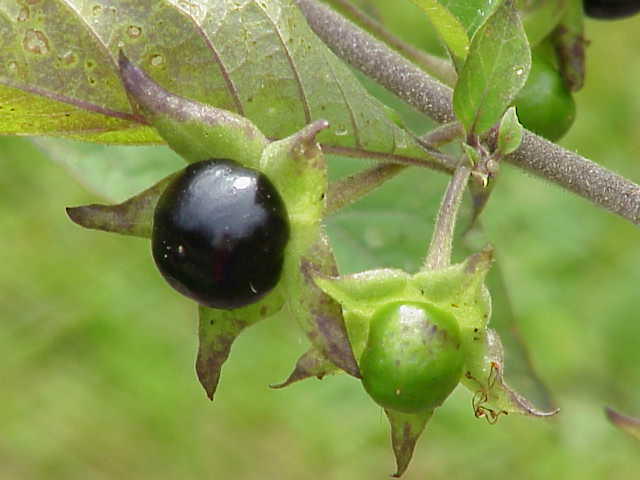
Die giftigen schwarzen Beeren der Schwarzen Tollkirsche (Atropa belladonna)

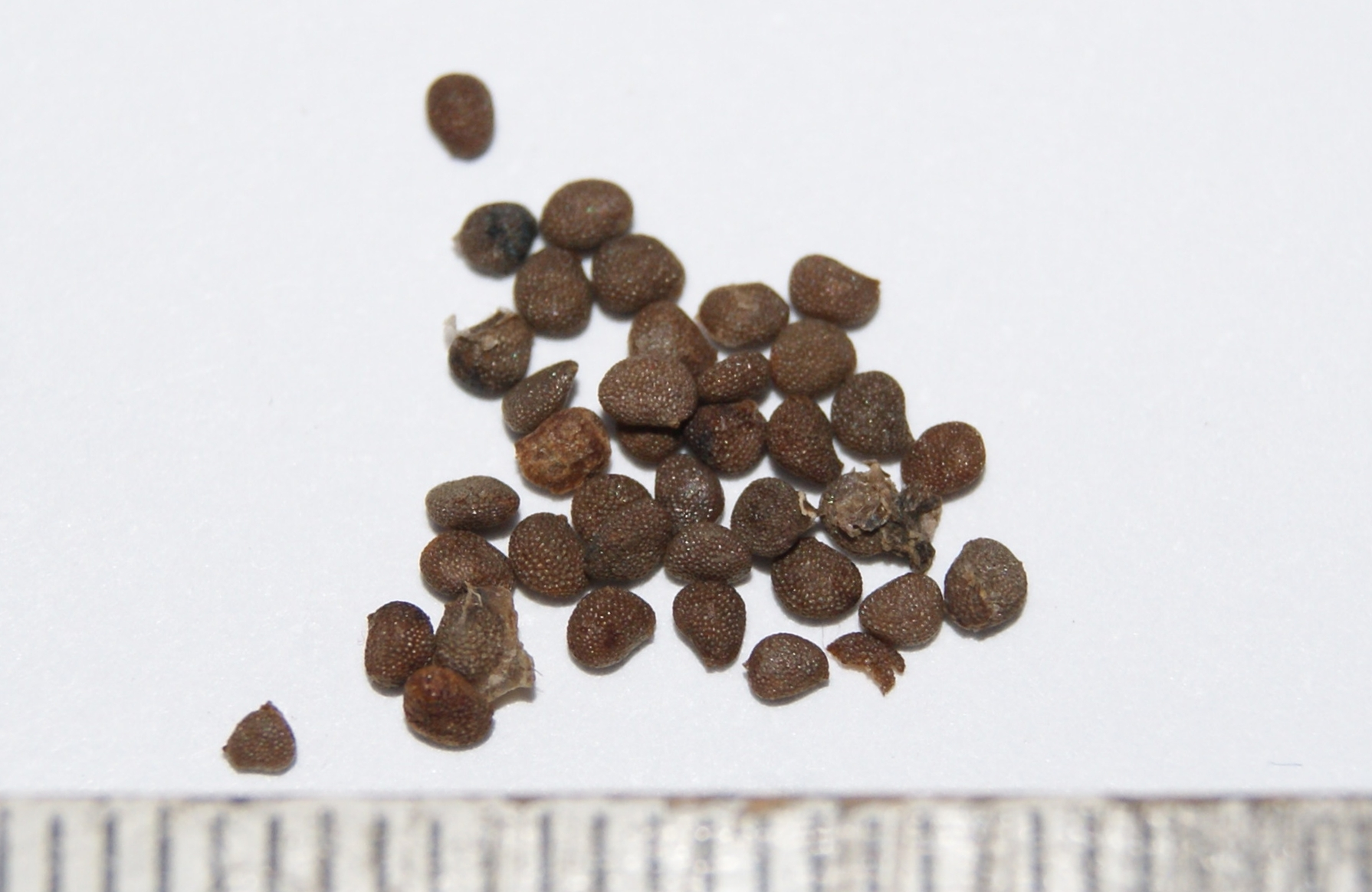
Samen von Atropa belladonna

Die im unreifen Zustand grüne Beere ist im Reifestadium durch Anthocyane schwarz. Der Aufbau der Frucht gleicht einer Tomate, auch wenn sie viel kleiner ist. Die 10 bis 15 Millimeter großen, kugeligen Beeren zeigen eine schwarze, lackartig glänzende Oberfläche. Die Fruchtwand ist bei Reife saftig-fleischig. Das Fruchtfleisch besitzt eine blaurote Färbung. Die beiden Fruchtfächer enthalten zahlreiche Samen. Sie sitzen der mittlerweile vergrößerten hellgelben Plazenta an. Auch der Kelch ist etwas vergrößert. Wie ein ausgebreiteter Stern umgibt er die reife Frucht. Der Geschmack der reifen und saftigen Tollkirschenfrucht ist leicht süßlich, etwas bitter und leicht adstringierend, er hinterlässt ein pelziges Gefühl im Mund.
Die Beeren reifen von August bis Oktober. Die bis 2 Millimeter großen, mehr oder weniger abgeflachten und rundlichen bis leicht nierenförmigen, bräunlichen Samen sind von harter Konsistenz und besitzen eine kleingrubig, netzartige Oberflächenstruktur. Sie benötigen Licht und Kälte zum Keimen. Weniger als 60 % der Samen sind keimfähig.
Die Art besitzt die Chromosomenzahl 2n = 72.

## Ökologie

### Bestäubungsökologie
Bei den zwittrigen Blüten der Schwarzen Tollkirsche reifen die weiblichen Geschlechtsorgane – Griffel und Narbe – vor den männlichen Fortpflanzungsorganen, den Staubbeuteln. Eine mögliche Überlappung der weiblichen und männlichen Blütenphase ist in der Diskussion, jedoch noch nicht geklärt. Dieser Mechanismus, botanisch Proterogynie genannt, fördert Fremdbestäubung im Vergleich zur Selbstbestäubung. Bei ausbleibender Fremdbestäubung findet auch spontane Selbstbestäubung innerhalb der Blüte statt.
Die Blüten der Schwarzen Tollkirsche sind nach Kugler Glockenblumen mit klebrigen Pollen, die Nektar und Honig anbieten. Hauptbestäuber sind Bienen und Hummeln. Bei der Suche nach Nektar kriechen sie in die Blüte hinein. Dabei wird von einer anderen Blüte mitgebrachter Pollen an der Narbe abgestreift. Nach erfolgter Bestäubung verwelken Griffel und Krone relativ schnell.

### Ausbreitungsökologie
Die Samen werden meist von Vögeln endochor ausgebreitet. Besonders Drosseln, Amseln und Spatzen, aber auch Mönchsgrasmücke, Star und Fasan wurden beim Verspeisen der Früchte beobachtet. Auch Schnecken knabbern die Früchte an. Die dabei aufgenommenen kleinen Samen werden etwa 10 bis 12 Stunden später unversehrt ausgeschieden.

### Synökologie
Die Schwarze Tollkirsche stellt für Raupen verschiedener Falterarten eine polyphag genutzte Futterpflanze dar. Die Raupen der Geißblatt-Brauneule (Blepharita satura), des Totenkopfschwärmers, der Dunkelbraunen Erdeule (Eugnorisma depuncta) und des Waldkräuter-Blütenspanner (Eupithecia subfuscata) schätzen das Kraut der Pflanze. Die Raupen der Bilsenkraut-Blüteneule (Heliothis peltigera) bevorzugen die Samenkapseln. Die Raupen der Kohleule (Mamestra brassicae) leben gewöhnlich im Inneren des Herztriebes und können auch als Schädlinge in Erscheinung treten.
Der Käfer Altica atropa ernährt sich von den Blättern der Schwarzen Tollkirsche und ist auf ihr Vorkommen existentiell angewiesen.

## Taxonomie und Systematik
Für den Artnamen (Epitheton) sind zwei Varianten in Gebrauch, belladonna und bella-donna (mit Bindestrich). Ursprünglich wurde er von Linné zweiteilig eingeführt (als Bella donna), was nach den Regeln der botanischen Nomenklatur heute als nicht mehr korrekt gilt, verschiedene Botaniker haben ihn unterschiedlich an die neuen Regeln angepasst. Der Code (ICBN, Artikel 23.1 und 60.9) ist in dieser Frage nicht eindeutig, so dass beide Namensvarianten zulässig sind.
Die Gliederung der Gattung Atropa in Arten ist in der Botanik bis heute zwischen verschiedenen Wissenschaftlern umstritten, so dass der Umfang der Art und ihre natürliche Verbreitung, je nach Autoren, unterschiedlich angegeben wird. Umstritten ist dabei der Status verschiedener Sippen, die in kleinen, isolierten Verbreitungsgebieten in Zentralasien, vom Kaukasus an ostwärts, verbreitet sind. Diese in der Regel gelb blühenden Pflanzen werden entweder als lokal endemische Pflanzenarten aufgefasst oder, von anderen, in eine weit gefasste Art Atropa belladonna mit einbezogen. Insbesondere die lokal im Himalaya verbreitete Atropa acuminata Royle ex Miers wird von vielen Botanikern als eigene Art anerkannt. Sie ist, nach phylogenomischen Untersuchungen (anhand ihrer DNA-Sequenz) nicht sicher von Atropa belladonna abgrenzbar, kann nach morphologischen Merkmalen aber gut abgegrenzt werden. In Europa ist Atropa belladonna neben der ausschließlich in Spanien vorkommenden Atropa baetica Willk. aber nach heutiger Auffassung die einzige Art der Gattung und unverwechselbar.
Heute wird meist nur noch ein infraspezifisches Taxon (unterhalb der Artebene) anerkannt
- Atropa belladonna subsp. caucasica (Kreyer) Avet. Sie ist im Kaukasus verbreitet.

In Mitteleuropa treten, neben der typischen Varietät, immer wieder einzelne Pflanzen auf, denen der Blütenfarbstoff (Anthocyan) fehlt, sie besitzen grünlichgelbe bis blass gelbe Blüten und gelb gefärbte Beeren. Diese Form ist als Atropa belladonna var. lutea Döll auch formell taxonomisch beschrieben worden. Einige wollen unter diesem Namen sogar alle gelb gefärbten Sippen der Art zusammenfassen. Die gelb blühenden Pflanzen sind oft etwas kleiner und auch in den vegetativen Teilen heller gefärbt, sie sollen sich auch im Alkaloidgehalt von der typischen Varietät (var. belladonna) unterscheiden. Meist wird die gelbe Form Mitteleuropas aber nicht mehr taxonomisch anerkannt und mit der typischen Varietät synonymisiert. Gelb blühende Pflanzen können dabei durch eine einzelne Mutation aus normal blühenden hervorgehen.

## Vorkommen

### Verbreitung
Das Verbreitungsgebiet erstreckt sich von Skandinavien, West- und Südeuropa und den Balkan über Kleinasien bis nach Nordafrika und den Iran. Vorkommen auf den Britischen Inseln werden als kaum ursprünglich eingeschätzt, solche in Nordafrika gelten als eingeführt. In Deutschland gilt die Schwarze Tollkirsche in Bayern, Baden-Württemberg, Rheinland-Pfalz und Saarland, dem östlichen Teil Nordrhein-Westfalens, Hessen, Thüringen und Süd-Niedersachsen als verbreitet. Zerstreute Vorkommen sind in Süd-Nordrhein-Westfalen, Sachsen und Sachsen-Anhalt belegt. Als Neophyt mit seltenem Auftreten gilt die Schwarze Tollkirsche in Bremen und Mecklenburg-Vorpommern. In Österreich ist die Schwarze Tollkirsche in allen Bundesländern häufig vertreten. In der Schweiz gilt sie besonders in der Bergstufe als ziemlich verbreitet. Geringere Vorkommen werden in den westlichen Zentralalpen und der Alpensüdflanke verzeichnet.

### Standort
Die Tollkirsche bevorzugt nährstoffreiche Kalk-, Porphyr- und Gneisböden. Man findet sie häufig auf Waldlichtungen von Laub- und Nadelwäldern, an Waldrändern und auf Brachflächen bis in Höhenlagen von 1650 Metern. Im Kanton Wallis steigt sie bis 1630 Meter, in den Bayerischen Alpen bis 1650 Meter Meereshöhe auf. In den Allgäuer Alpen steigt sie zwischen Mittag und Steineberg bei Immenstadt bis zu 1450 Meter Meereshöhe auf.
Die ökologischen Zeigerwerte nach Landolt et al. 2010 sind in der Schweiz: Feuchtezahl F = 2+ (frisch), Lichtzahl L = 3 (halbschattig), Reaktionszahl R = 4 (neutral bis basisch), Temperaturzahl T = 3+ (unter-montan und ober-kollin), Nährstoffzahl N = 4 (nährstoffreich), Kontinentalitätszahl K = 2 (subozeanisch).

### Pflanzensoziologie
Die Schwarze Tollkirsche gilt als Kennart der Assoziation Tollkirschen-Schlagflur (Atropetum belladonnae), die dem Verband der Tollkirschen-Schlaggesellschaften (Atropion) in der Klasse der Weidenröschen-Schlaggesellschaften (Epilobietea angustifolii) angehört. Diese Assoziation besiedelt auf kalkhaltigen Böden Kahlschlagflächen in Wäldern. Neben der Schwarzen Tollkirsche bestimmen Wald-Erdbeeren, Hain-Kletten, die Späte Wald-Trespe, die Lanzett-Kratzdistel, die Kleinblütige Königskerze, Himbeeren, Roter Holunder, Schmalblättriges Weidenröschen und Große Brennnessel das Bild der artenreichen Assoziation.

## Atropa belladonnaals Giftpflanze

Strukturformeln von (R)-Hyoscyamin (oben) und (S)-Hyoscyamin (unten), deren 1:1-Gemisch ist Atropin

### Toxikologische Wirkstoffe
Vergiftungen mit den Beeren der Schwarzen Tollkirsche nehmen in den Statistiken der Giftnotzentralen im Kontext von Pflanzenvergiftungen eine führende Position ein. Von toxikologischer Bedeutung sind die Tropan-Alkaloide (S)-Hyoscyamin, Atropin, das als Racemat aus (S)- und (R)-Hyoscyamin beim Trocknen oder infolge der Extraktion gebildet wird, sowie Scopolamin. Scopolamin ist strukturell nah verwandt mit Hyoscyamin, das das Hauptalkaloid der Schwarzen Tollkirsche darstellt. (S)-Hyoscyamin und Scopolamin sind kompetitive Antagonisten an Muskarinrezeptoren.
In der Frucht sind Hyoscyamin (Atropin), Scopolamin, Apoatropin, Belladonnin und Scopoletin enthalten (siehe auch Alkaloid). In den Blättern befinden sich zwischen 0,5 % und 1,5 %, in den Wurzeln 0,85 %, im Samen 0,8 %, in den Früchten 0,65 % und in der Blüte 0,4 % Tropan-Alkaloide.

### Wirkung
Die Tropan-Alkaloide besitzen eine parasympatholytische Wirkung. Sie blockieren teilweise die muskarinischen Rezeptoren, die im parasympathischen Nervensystem vorkommen und den Neurotransmitter Acetylcholin (ACh) binden. Dadurch wird der Parasympathicus gehemmt. Sie wirken krampflösend auf die glatte Muskulatur wie Magen-Darm-Trakt, Galle und Blase. Die Bronchien stellen sich weit. Die Aktivität der Speicheldrüsen wird gemindert, so dass leicht Mundtrockenheit entsteht. Die Schweißbildung ist stark herabgesetzt. Auch eine Erweiterung der Pupillen (Mydriasis) ist typisch. Besonders in höheren Dosen beeinflussen die Tropan-Alkaloide das zentrale Nervensystem. Sie besitzen einen delirant halluzinogenen Effekt. Hyoscyamin wirkt höher dosiert stark erregend, Scopolamin dämpfend.
Eine Vergiftung mit der Schwarzen Tollkirsche verläuft in Abhängigkeit von der Menge der Atropindosis (mg) etwa in folgenden Stadien: Zwischen 0,5 und 1 Milligramm tritt Mundtrockenheit auf. Von 1 bis 3 Milligramm ist eine Erweiterung der Pupillen zu beobachten. Zwischen 3 und 5 Milligramm kommen Symptome wie Sehstörungen, Hitzegefühle und Tachykardie hinzu. Nach starker Erregung kann bei höherer Dosis, begleitet von Fieber, ein Koma folgen und der Tod durch Atem- und Herzstillstand eintreten.

### Giftigkeit
Die Giftigkeit hängt ab vom Gehalt der verschiedenen Tropan-Alkaloide im jeweiligen Pflanzenteil, dem Weg der Giftzufuhr und dem betrachteten Organismus. Für Ratten beträgt die mittlere letale Dosis (LD50) bei oraler Aufnahme von Scopolamin etwa 2500 mg/kg ihres Körpergewichts, während die LD50 oral (Ratte) von Atropin (Racemat) etwa 500 mg/kg beträgt. Beim erwachsenen Menschen wird für die Aufnahme durch den Mund im Fall von Atropin als geringste letal wirkende Dosis rund 100 mg angesetzt, was etwa 1,4 mg pro Kilogramm Körpergewicht entspricht. Es wird angenommen, dass bei Erwachsenen 10 bis 12 Beeren, bei Kindern schon 3 bis 4 Beeren, zu einer Vergiftung führen, die unbehandelt tödlich sein kann. Bei Verzehr der Blätter sind bereits ab 0,3 g erste Vergiftungserscheinungen zu beobachten. Der Gesamtgehalt an Alkaloiden einer Pflanze ist abhängig vom Standort und vom Zeitpunkt der Ernte.
Vergiftungen können innerhalb der ersten Stunde nach Aufnahme des Gifts mit Magenspülungen behandelt werden. Zusätzlich oder allein kann medizinische Kohle verabreicht werden. Das spezifische Antidot ist Physostigmin(salicylat).

## Geschichte

### Heilpflanze

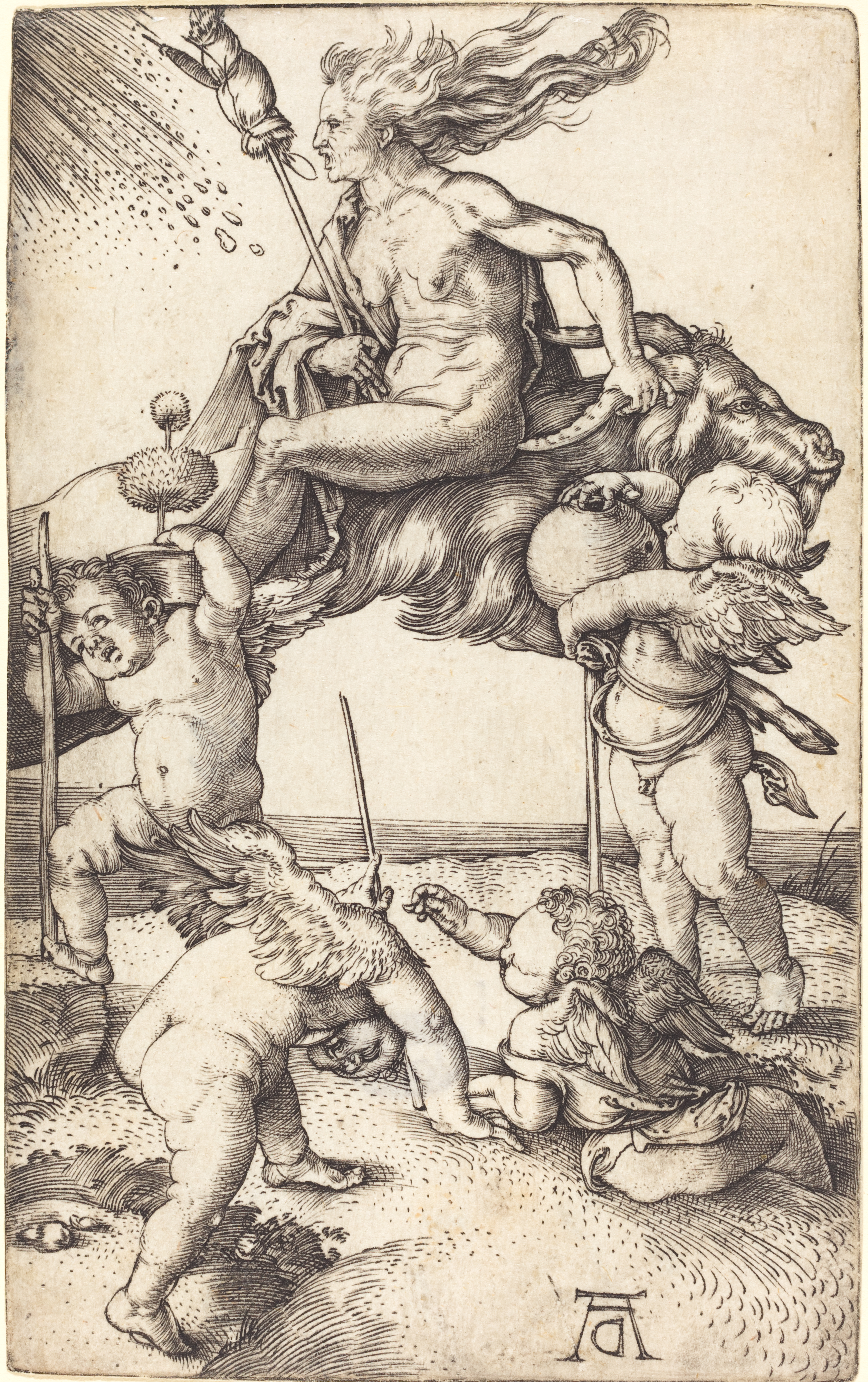
Albrecht Dürer: Die Hexe (ca. 1500)

Für das Klassische Altertum konnte die medizinische Verwendung der Schwarzen Tollkirsche nicht mit Sicherheit nachgewiesen werden. In der älteren Volksmedizin sind äußerliche Anwendungen belegt. In mittelalterlichen Kräuterbüchern steht die „unsinnig und tollmachende“ Wirkung der Pflanze bzw. Arzneidroge im Mittelpunkt, die eher in der missbräuchlichen Verwendung im Volkstum als in der heilkundlichen Anwendung anzutreffen war. Hildegard von Bingen assoziierte sie mit dem Teufel und beschrieb die zerrüttende Wirkung der Pflanze auf den menschlichen Geist. Hieronymus Bock (1539) und Pietro Andrea Mattioli führten detaillierte Beschreibungen von Vergiftungsfällen auf. Hieronymus Bock und Conrad Gessner sahen innere Anwendungsmöglichkeiten im Bereich der Veterinärmedizin. John Ray ging 1686 in der Naturgeschichte der Pflanzen ausführlich auf die Anwendungsmöglichkeiten der Schwarzen Tollkirsche in der Augenheilkunde ein. Der französische Arzt Étienne François Geoffroy (1672–1731) legte in seiner Materia medica eine chemische Analyse der Schwarzen Tollkirsche dar. In einer ausführlichen Abhandlung fasste er die bis dato bekannten Wirkungen der Pflanze zusammen. Dies führte zu einer gedanklichen Auseinandersetzung über innerliche Anwendungsmöglichkeiten in der Humanmedizin. Die Aufnahme der Schwarzen Tollkirsche in die Materia medica von Carl von Linné (1749) bewirkte eine weitere Diskussion zu inneren Verwendungsmöglichkeiten. Insbesondere die Realisierung der pupillenerweiternden Wirkung des Saftes der Schwarzen Tollkirsche leitete eine Aufnahme der Pflanze in die Pharmakopöe der Ophthalmologie ein und begründete das medizinische Interesse an der weiteren Erforschung. Im Jahr 1771 wurde sie als offizinelle Pflanze von der Württemberger Pharmakopoe eingeführt.
In Osteuropa fand die Schwarze Tollkirsche bei der Behandlung von Lähmungen Anwendung. Auch wurde sie dort als Abortivum eingesetzt.
Das aus der Schwarzen Tollkirsche gewonnene Atropin wird heutzutage in der Medizin genutzt. Die enthaltenen Alkaloide besitzen eine anticholinerge Wirkung. Die Droge findet bei kolikartigen Schmerzen des Gastrointestinaltraktes und der Gallenwege Anwendung. Die Reinalkaloide und ihre chemisch abgewandelten Derivate werden bei spastischer Obstipation, Koliken des Magen-, Darmtrakts der Galle und ableitenden Harnwege eingesetzt. In der Augenheilkunde wird die mydriatische Wirkung zur Pupillenerweiterung genutzt. Eingesetzt wird sie als Therapeutikum, wegen der lang anhaltenden Wirkung erfolgt keine Anwendung in der Augen-Diagnostik. Die Intensivmedizin verwendet sie bei Vergiftungen mit Acetylcholinesterasehemmern sowie bei vorbereitenden Maßnahmen zur Operation, um Speichel- und Magensäureproduktion bei der Narkoseeinleitung herabzusetzen.
Inhaltsstoffe der Wurzel dienen zur Herstellung eines Medikaments gegen die Parkinson-Krankheit. In Europa wurde hierfür keine Zulassung erteilt.

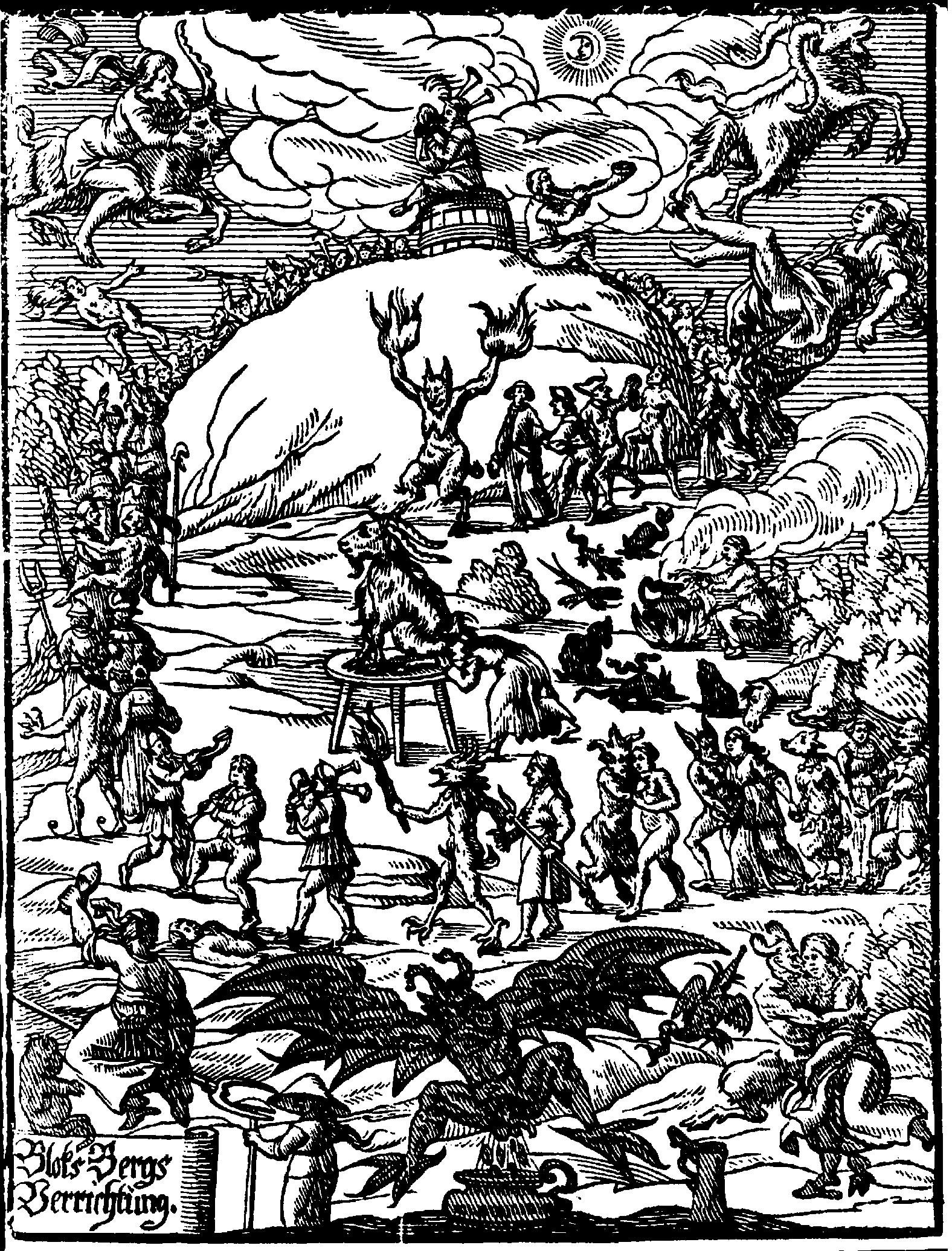
Johannes Praetorius: Bloks Bergs Verrichtung (1668)

Jede Apotheke muss Atropin in injizierbarer Form als Antidot gegen Vergiftungen mit Phosphorsäureestern, z. B. E 605, vorrätig halten.
In der Homöopathie findet die Schwarze Tollkirsche unter dem Namen Belladonna Verwendung als Ausgangsstoff in verschiedenen Zubereitungsformen.

### Zauberpflanze
Im Volksglauben galt die Schwarze Tollkirsche als eine alte Zauberpflanze, und ihr wurden magische Kräfte zugeschrieben. Im Umgang mit der Pflanze waren häufig bestimmte Zeremonien einzuhalten. So berichtet Christian Rätsch von einem frühen osteuropäischen Liebeszauber, der in Form eines Rituals begangen wurde. Um die Zuneigung eines Mädchens zu gewinnen, sollte die Wurzel einer Tollkirsche ausgegraben und an deren Stelle Gaben für den Pflanzengeist gelegt werden. Einem Trank aus der Wurzel wurde eine aphrodisiatische Wirkung nachgesagt. Als Amulett um den Hals getragen, verhalf die Tollkirschenwurzel Zuneigung der Mitmenschen zu erlangen – so der Volksglaube. In Rumänien ist der Glaube, dass die Tollkirsche im Garten der Sitz des Hausgeistes ist, noch heute verbreitet.
Extrakte der Schwarzen Tollkirsche gelten auch als Zutat der sogenannten Hexensalben. In seinen Forschungen geht Enrico Malizia davon aus, dass sich die als Hexen bezeichneten Frauen den Körper mit diesen Salben einrieben, da sie glaubten, dann fliegen oder sich in Tiere verwandeln zu können. Die Zusammensetzung der Salben enthalte gemäß den gesammelten Rezepturen an halluzinogenen Pflanzenextrakten neben der Schwarzen Tollkirsche auch Bilsenkraut oder Stechapfel und weitere Zutaten wie z. B. andere Pflanzenextrakte oder Pulver zermahlener Menschenknochen. Wissenschaftler, die das Phänomen des Hexenflugs und der Tierverwandlung näher analysiert haben, geben an, dass die halluzinogene Wirkung der Drogen die Flug- und Verwandlungserlebnisse während des nächtlichen Schlafs so real vermittelte, dass die Betroffenen an die Realität der Träume glaubten. In Hexenprozessen sollen die Halluzinationen, erotischen Träume und Wahnzustände, die die Inhaltsstoffe bei höherer Dosis auslösten, Geständnisse provoziert haben, die den Hexenverdacht dann bestätigten.
Als Beispiel für eine Flugsalbe, deren halluzinogene Wirkstoffe die Vorstellung einer negativ oder positiv erfahrenen Flugreise hervorrufen können, nennt Malizia eine Kombination von Wolfsbeere (Atropa belladonna), Samen der Tollgerste (Lolium annuum Syn.: Lolium temulentum), Bilsenkraut, Wasserschierling, Schlafmohn, Alraune, und Seerose.
Unter dem Namen Bollwurz war das Kraut als kräftiges Schutzmittel gegen Verwundungen bekannt wie Gustav Freytag in Berufung auf eine um 1591 verfasste Schrift des Augsburger Bürgermeisters Samuel Zimmermann berichtet. Nach der damaligen Vorstellung komme es auf Plätzen früherer Schlachten vor und sollte am besten mit neugeschliffenem Stahl ausgegraben, dabei aber nicht mit bloßen Händen berührt werden.

### Botanische Geschichte
Für das Klassische Altertum gilt die Schwarze Tollkirsche nur an einer Stelle mit einiger Sicherheit als belegt. Rudolf Kobert bewertet ihre Erwähnung bei Theophrast, der sie als Frucht der Mandragoras mit schwarzer Farbe, weinbeerähnlichem Geschmack und weinfarbenem Saft beschreibt, als älteste mit Sicherheit belegte Stelle. Da Mandragora-Arten gelbe Früchte tragen, kann eine solche hier ausgeschlossen werden. Als erster eindeutiger Nachweis wird das 1412 verfasste Werk Liber de simplicibus von Benedetto Rinio angesehen. Anhand der Abbildungen kann das dritte der vier dargestellten Nachtschattengewächse unter dem Namen Faba inversa als die Schwarze Tollkirsche identifiziert werden. 1485 wird die Schwarze Tollkirsche in Hortus sanitatis, einem der ersten gedruckten und mit Bildern versehenen Kräuterbüchern, mit dem Namen Uva inversa (oder Uva versa) und Dolwortz beschrieben. Sie wird hier aufgrund ihrer „kalten Qualität“ gegen äußere und innere Hitze empfohlen. Die wissenschaftlich gültige Erstbeschreibung von Atropa belladonna L. erfolgte 1753 durch Carl von Linné in Species Plantarum.

## Namensgebung

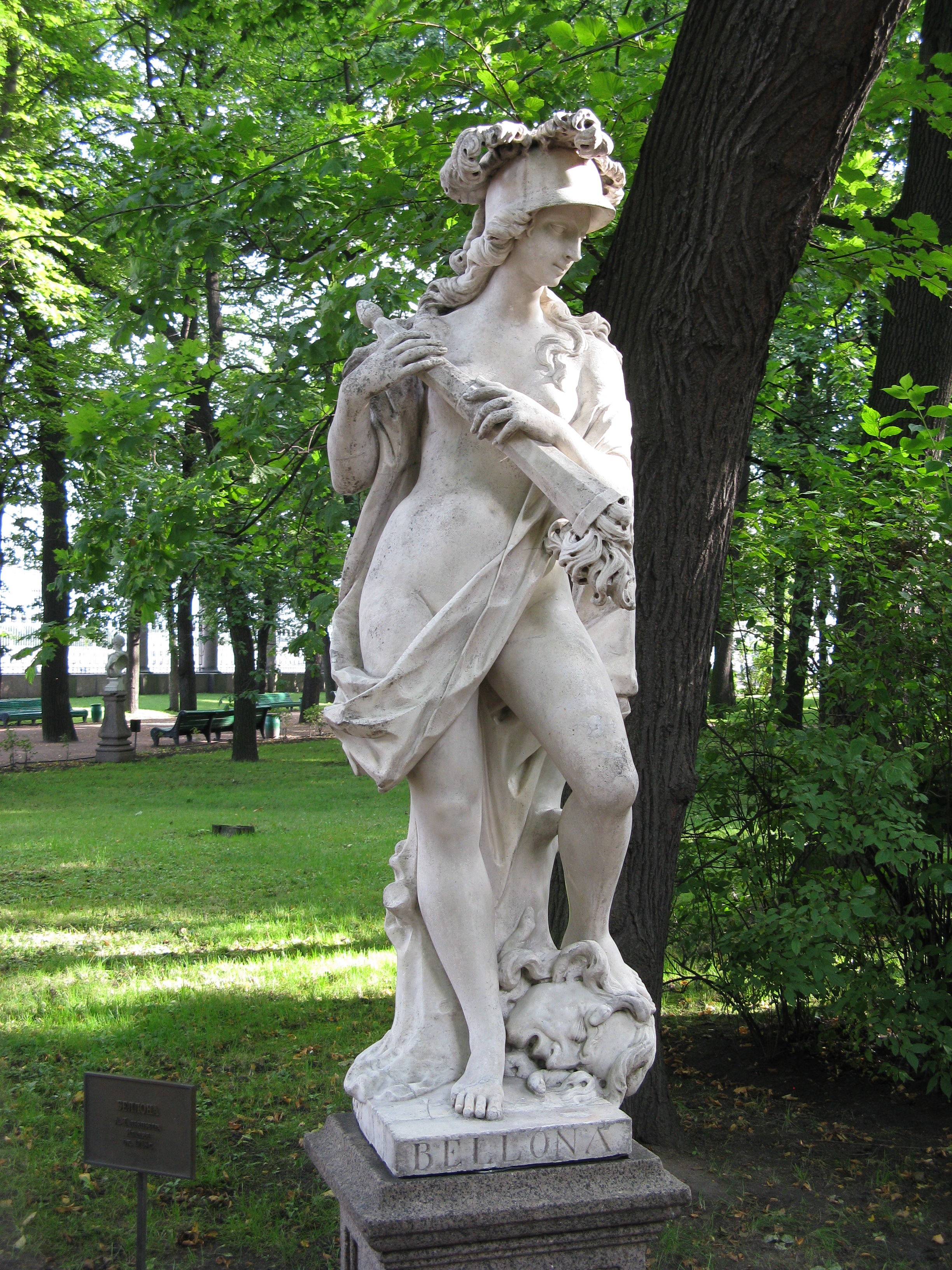
Skulptur Bellona

Der botanische Gattungsname Atropa ist abgeleitet vom Namen der Göttin Atropos, in der griechischen Mythologie gemeinsam mit Klotho und Lachesis eine der drei Schicksalsgöttinnen. Während Klotho den Schicksalsfaden spann, Lachesis seine Länge festlegte, war es die Aufgabe von Atropos (vom griechischen Wort ἄτροπος = atropos für ‚unabwendbar‘), ihn bei Ende der Lebenszeit zu durchtrennen. Das Artepitheton bella donna wurde seit dem 16. Jahrhundert im Italienischen (in den Commentarii des Pietro Andrea Mattioli von 1558) als botanischer Name der Tollkirsche verwendet. Seine etymologische Herkunft ist nach Genaust nicht ganz geklärt. Sie wird zum einen auf den italienischen Begriff „bella donna“ für schöne Frau zurückgeführt und bezieht sich auf den früheren Brauch von Frauen, sich den Pflanzensaft in die Augen zu träufeln. Der im Saft enthaltene Wirkstoff Hyoscyamin besitzt pupillenvergrößernde Wirkung und verleiht den Augen ein dunkles, glänzendes Aussehen. Dies galt insbesondere in der Renaissance als Zeichen für Schönheit. Auch wurde eine Schminke nach dem roten Saft der Beere als Belladonna benannt. Eine andere Deutung assoziiert den Artnamen Belladonna mit der römischen Kriegsgöttin Bellona. Bevor die Priester sich an die Göttin wandten, pflegten sie das altrömische Ritual, einen Absud der Pflanze zu sich zu nehmen. Eine weitere Interpretation bringt das Epitheton mit einer Magierin namens Belladonna zusammen. Sie soll so schön gewesen sein, dass allein der Anblick ihres Haars lebensgefährlich war.
Der deutsche Trivialname ‚Tollkirsche‘ bezieht sich nicht auf den heute positiv besetzten umgangssprachlichen Ausdruck „Toll!“, sondern auf die giftigen Eigenschaften der Beeren. Diese Wirkung spiegelt sich in zahlreichen weiteren Volksnamen, so z. B. Tollkraut, Tollbeere oder auch Teufelsbeeren (Bern), Mörderbeere oder Wutbeere. In Bezeichnungen wie Judenkerschen (Salzburg), Judenklässe (Westfalen) kommen Zuschreibungen von Gefährlichkeit und Giftigkeit bezüglich der Bevölkerungsgruppe der Juden zum Ausdruck, die im Mittelalter häufig eine niedrige soziale Stellung innehatte. Auf beißende oder vom Volk für giftig gehaltene Tiere nehmen Benennungen wie Wolfsbeeren (Niederösterreich, Schwaben, Schweiz), Wolfschriasi (St. Gallen) Bezug. Bezeichnungen wie Schwarzbeer (Niederösterreich) und Tintenbeer (Oberösterreich) verweisen auf die Farbe der Beeren.
Als weitere deutschsprachige Trivialnamen, zum Teil nur regional, werden oder wurden verwendet: Apfel von Sodom, Bärenwurz, Bockwurz, Bollwurz (Schwaben), Bullwurz (Schlesien), Burcert (Siebenbürgen), Dol, Dolo, Dollwurz, Giftkriesi (Bern), Hirschweichsel (Bayern), Irrbeere (Schlesien), Kroatenblume (Solothurn), Kroatenbeere (Solothurn), Rasewurz (Schlesien), Rasenwurz, Rattenbeere (Solothurn), Resedawuttel (Rendsburger Apoteke), Römerin (Mark bei Wilsnack), Röwerint (Mecklenburg), Säukraut (Bern), Schlafbeeren, Schlafkirschen (Schlesien), Schlafkraut (Bern), Schlangenbeere (Schweiz bei Freiburg), Schöne Frau, Tollkirse (Bern), Tollwurz, Waldchriesi (Appenzell), Waldnachtschatl, Walkenbaum (Schwaben), Walkerbaum (Niederrhein), Wiedbeere, Windbeere (Schlesien), Wolfsaugen (Bayern), Wolfskirsche (Schlesien) und Wüthbeere.

## Künstlerisches Motiv
Das Motiv der Tollkirsche wird in einigen Filmen verarbeitet. Franka Potente ist Regisseurin des 2006 erschienenen Schwarzweißfilms: Der die Tollkirsche ausgräbt. Die Handlung beschreibt die Geschichte eines Punks, der mittels Zauberei ins Jahr 1918 gerät. Herman de Vries stellt in dem Kurzfilm Belladonna ein Hexenritual mit Tollkirschen dar. Das Buch La Sorcière von Jules Michelet bildet die Grundlage für den avantgardistischen Zeichentrickfilm: Die Tragödie der Belladonna (1973) von Eichi Yamamoto. Jules Michelet setzt sich in seinem Werk mit der Hexenverfolgung auseinander und analysiert sie als eine über Jahrhunderte andauernde Unterdrückung der Frau. Yamamoto wählt aus der Zusammenstellung von Michelet eine metaphorische Geschichte aus, die zum einen die Tragik von Jeanne d’Arc thematisiert, als auch den ewigen Geschlechterkampf. Die Tragödie besteht darin, dass Jeanne am Vorabend der französischen Revolution durch den Schmerz einer Vergewaltigung, begründet auf dem Recht der ersten Nacht, in den Bann des Teufels gerät, der ihre Angst in sexuelle Hingabe verwandelt. Jeanne erlangt durch den Pakt mit dem Teufel diabolische Macht, größere Attraktivität und Respekt in der Dorfgemeinschaft. Den Preis für diese Verbindung zahlt sie mit dem Tod auf dem Scheiterhaufen. Die Handlung klingt mit dem Bild aus, wie ihre Gesinnungsschwestern die Revolution ins Rollen bringen.
In dem Film Die schwarze 13, englischer Titel Eye of the devil (Auge des Teufels) mit David Niven, Sharon Tate, Deborah Kerr von 1967, der eine pagane Kultgemeinschaft im südlichen Frankreich thematisiert, wird ein Belladonnarausch filmisch inszeniert. Der Filmtitel ist auch ein Synonym für die Tollkirsche.
Die Literatur spiegelt verschiedene Aspekte, die mit der Pflanze assoziiert werden, in unterschiedlichen literarischen Gattungen wider. Der Dichter Ernst Stadler verfasste 1911 das Gedicht Der Flüchtling, das auf die halluzinogene Wirkung Bezug nimmt. Michael Küttner geht in seinem Buch Der Geist aus der Flasche unter anderem auf die Verbindung der Tollkirsche mit Märchen der Brüder Grimm ein. Der Dichter Ralph Günther Mohnnau gab einen Gedichtband mit dem Namen Ich pflanze Tollkirschen in die Wüsten der Städte heraus. Diese Lyrik geht metaphorisch oder experimentell mit Aspekten der Pflanze um:
… es zettelt Revolutionen an

es erfindet neue Ideologien

&! überlistet beide.
Erwin Bauereiss stellt in einem Gedicht über die Tollkirsche die Aspekte der Geliebten, Großen Mutter und Wandlerin des Lebens in den Vordergrund:
… Ein tiefer Sog zieht mich zu dir herab

in dein Zauberreich weit jenseits alles menschlichen Verstandes

Hab ich gekostet von deinen süßen, tief-violetten Früchten

trete ich ein in dein Reich der Schatten der Nacht
Diverse Kriminalromane bauen die Giftwirkung der Tollkirsche in die Handlung ein. Karin Slaughter, eine zeitgenössische Schriftstellerin, gab einem ihrer Kriminalthriller den Titel Belladonna.
Auch in der Malerei ist die Schwarze Tollkirsche ein beliebtes Motiv. Im 19. Jahrhundert und den 1920er Jahren fand die Atropa belladonna mit ihrer anthropomorphen Gestalt „Belladonna“ insbesondere in die Druckgraphik Eingang. Im Kontext der Bilderreihe monumenta lamiae von Herman De Vries stellte ein Tollkirschenzweig neben drei anderen Pflanzen das größte Objekt dar. Besonders osteuropäische Länder verwendeten die Schwarze Tollkirsche als Motiv bei Briefmarken.